# Martin Melzer
Martin Melzer (ur. 16 listopada 1901, zaginął w akcji 14 lipca 1944) – zbrodniarz hitlerowski, jeden z funkcjonariuszy pełniących służbę w niemieckich obozach koncentracyjnych i SS-Hauptsturmführer.
Urodził się w Elchesheim, z zawodu był ślusarzem. Członek SS (nr identyfikacyjny 172106) od 1 października 1933 oraz NSDAP (nr legitymacji partyjnej 1667492) od 24 marca 1934. W połowie lipca 1940 został dowódcą kompanii wartowniczej w Neuengamme. Następnie identyczną funkcję pełnił w obozie Dachau do 20 sierpnia 1943, gdy przeniesiono go do obozu Majdanek. Tu Melzer dowodził batalionem wartowniczym i był stałym zastępcą komendanta na wypadek jego nieobecności. W połowie lipca 1944 zaginął podczas działań wojennych.